# Grajcar (lotnictwo)
Grajcar (lotnictwo) – przyrząd służący do zakotwiczenia samolotu stacjonującego na nieutwardzonej płycie lotniska celem zabezpieczenia go przed silnymi podmuchami wiatru.
Grajcar ma kształt korkociągu zakończonego okiem do przewlekania linki bądź taśmy mocującej, a jednocześnie ułatwiającego wkręcanie w grunt.
Najczęściej w skład zestawu wchodzą trzy sztuki grajcarów wraz z linkami lub taśmami mocującymi zaopatrzonymi w napinacze podobne jak w taśmach transportowych stosowanych w pojazdach ciężarowych.
Samolot zabezpiecza się przed uszkodzeniem przez porywisty wiatr poprzez przymocowanie linkami końcówek skrzydeł i ogona do grajcarów wkręconych w płytę lotniska.